# Lazar asszonyai
A Lazar asszonyai Marina Lvovna Sztyepnova 2011-ben megjelent regénye.
Ez az irodalmi alkotás joggal kap helyet a modern regények megújítói között. A legeslegjobb orosz epikus hagyományokat, ugyanakkor a posztmodern továbbgondolását is értékelni lehet a műben. 
A szerkezet epikus ok-okozati láncát a kronológia megbolygatása teszi feszültté. A fordított időrendi események a bűnügyi regény elve alapján arra késztetik az olvasót, hogy az indítékokat, a magyarázatokat keresse az eseményekben. A regény arra tanít elsősorban, hogy akár az egyén, a személyiség kialakulásában, akár a társadalmi működésben fel kell ismernünk életünket megelőző folyamatokat is ahhoz, hogy ítélkezni tudjunk a jelenünkről, jósolni tudjunk a jövőre.
A szovjet idők előtti évektől kezdve kb. száz évet ölel fel a  regény cselekménye, középpontban egy kiemelkedő tudós életével: Lazar Joszifovics Lindt.
Ugyanakkor a fő szerepeket mégis a hozzá kapcsolódó nők játsszák: a mestere, Szergej Alekszandrovics Csaldonov felesége, Marija Nyikityicsna Pitovranovna (Maruszja), Lindt felesége (Galina Petrovna) és az unokája, Lidocska. Az ő sorsukon keresztül láthatjuk tehát az elmúlt száz évet. 
A személyiségek megformáltsága mellett a kudarcok, a frusztráltság és ezzel szemben vagy mellett a társadalmi érvényesülés lehetősége adja azt a problematikát, amely az események dinamikáját vezeti. Ennek okozata egy realista illúzióvesztés: a generációk kialakított értékei és társadalmi lehetőségei egyre jobban fogyatkoznak. Az első következtetés tehát az, hogy a történelmi-társadalmi változások mennyire mélyen felfordítják az emberi értékeket.
Ugyanakkor a nők által hordozott értékeket Maruszja kimagasló erkölcsisége, felelősségtudata határozza meg. Az ő jellemének kialakításában észrevehetőek a puskini Tatjana és a bulgakovi Margarita, a dosztojevszkiji Szonya jellemvonásai: e három nő nemes empátiájának, és erős döntőképességének hagyománya, Maruszja figurája azok folytatása a XX. század végzetes eseményeinek hátterében.
Ugyanakkor az a meghurcoltatás, amelyben a nőalakoknak része van (leginkább Galina Petrovna Batalova), egy másik női nézőpontot is létrehoz. Az az áldozat, amelyet ő hoz (és a szülei), mélységesen beleég az olvasó tudatába, ahogy az utódok sorsába is. 
A regény másik nagy erénye a nyelvezetben van. Posztmodern törekvés, hogy a a szerző képes legyen megszólaltatni az utalások nagyívű rendszerét. Például a Pitovranov név magyarázata: a varjakra utal, akik Illés prófétát táplálták. Ebben a névjelentésben és a szovjet idők ellentmondásosságában számos lehetőséget aknáz ki a szerző. (A nevek jelentése visszatérő motívum: Lazar is bibliai név). Szintén felemlíthető a nyelvezetben, hogyan öröklődnek azok a művészeti alkotások, bibliai és zsidó hivatkozások, továbbá márkanevek, amelyek a letűnt világ után újra és felbukkannak a történelmi fordulatok után, és így soha el nem múló illúziókat (ámde állandó káoszt is) hordoznak. Ugyanide tartoznak a kiszólások: "Berenzon... még nyolcvannyolc évesen is úgy nézett ki, mint egy langaléta, pufókképű, elkényeztetett ficsúr. Nem hiszik? Nézzék meg a Yandexen." A időnkénti szleng, a vulgaritás is hozzátesz ehhez a kevert szövegépítéshez.
A "sátáni" sötétséget a szovjet titkosszolgálatok tevékenysége jeleníti meg: "...a KGB (egykori MGB, korábban NKVD, OGPU, Cseka, és így tovább, minden népelnyomó állomásával együtt) megbízható információi szerint..." A nyilvánvalóan tettesekre és áldozatokra bomló társadalom képe a hatalom soha nem nyugvó erejét jeleníti meg (akárcsak Bulgakov regénye, A Mester és Margarita).
Nagy kihívást jelenthetett a fordítónak, és ezáltal az eredeti alkotásról az lehet az olvasó élménye, hogy az alkotó teljes mértékben uralja a történetet, elbeszélés kidolgozottságának eszközeit, és a történelmi lecke (szubjektívnek megélt de objektívnek megírt vagy fordítva) morális oldalát, és ezzel nemcsak az elődökhöz képes a regény kapcsolódni, hanem a kortársakhoz is, pl. Szvjatlana Aljakszandravna Alekszievics.

## Magyar kiadás
Magyarul az Európa Könyvkiadó adta ki, először 2014-ben, majd 2021-ben, Goretity József fordításában (ISBN 9789635045280).